# Leonidas Sabanis
Leonidas Sabanis –en griego, Λεωνίδας Σαμπάνης– (nacido como Luan Shabani, Korçë, Albania, 20 de octubre de 1971) es un deportista griego de origen albanés que compitió en halterofilia.
Participó en tres Juegos Olímpicos de Verano, entre los años 1996 y 2004, obteniendo en total dos medallas de plata: en Atlanta 1996 (59 kg) y en Sídney 2000 (62 kg).
Ganó tres medallas en el Campeonato Mundial de Halterofilia entre los años 1995 y 1999, y seis medallas en el Campeonato Europeo de Halterofilia entre los años 1989 y 2002.

## Palmarés internacional
| Representando a Albania |                          |                   |           |
| Campeonato Europeo      |                          |                   |           |
| Año                     | Lugar                    | Medalla           | Categoría |
| 1989                    | Atenas (Grecia)          | Medalla de bronce | 56 kg     |
| Representando a Grecia  |                          |                   |           |
| Juegos Olímpicos        |                          |                   |           |
| Año                     | Lugar                    | Medalla           | Categoría |
| 1996                    | Atlanta (Estados Unidos) | Medalla de plata  | 59 kg     |
| 2000                    | Sídney (Australia)       | Medalla de plata  | 62 kg     |
| Campeonato Mundial      |                          |                   |           |
| Año                     | Lugar                    | Medalla           | Categoría |
| 1995                    | Cantón (China)           | Medalla de oro    | 59 kg     |
| 1998                    | Lahti (Finlandia)        | Medalla de oro    | 62 kg     |
| 1999                    | Atenas (Grecia)          | Medalla de plata  | 62 kg     |
| Campeonato Europeo      |                          |                   |           |
| Año                     | Lugar                    | Medalla           | Categoría |
| 1996                    | Stavanger (Polonia)      | Medalla de oro    | 59 kg     |
| 1997                    | Rijeka (Croacia)         | Medalla de plata  | 59 kg     |
| 1998                    | Riesa (Alemania)         | Medalla de plata  | 62 kg     |
| 1999                    | La Coruña (España)       | Medalla de plata  | 62 kg     |
| 2002                    | Antalya (Turquía)        | Medalla de oro    | 62 kg     |